# Amour platonique

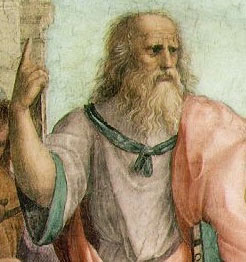
Fresque représentant Platon.

L’amour platonique est une conception philosophique des relations amoureuses qui date de la Renaissance : elle fut en effet mise en évidence par le philosophe humaniste Florentin Marsile Ficin au XVIe siècle sous le nom latin d’« Amor platonicus ». Il s'agit d'un amour chaste, en dehors de toute sensualité, de type intellectuel, et sans que l'envie de relations sexuelles se distingue. Il symbolise souvent la perfection de l'appariement de deux personnes, et passe également pour « le plus poétique et le plus puissant des amours » qui s'oppose à l'amour « vulgaire », destiné à la reproduction de l'espèce humaine. En ce sens on considère le mouvement darwiniste littéralement opposé au concept d'amour platonique à l'inverse de l'amour humaniste ; cette pensée est illustrée par cette citation de Schopenhauer : « Toute passion, en effet, quelque apparence éthérée qu’elle se donne, a sa racine dans l’instinct sexuel, ou même n’est pas autre chose qu’un instinct sexuel plus nettement déterminé, spécialisé ou, au sens exact du mot, individualisé ».

## Origine du concept
L'amour platonique provient du nom du philosophe grec Platon. Il ne s'agit pas d'une théorie exprimée par Platon mais d'une extension de celle exposée dans le Banquet, la République et le Phèdre.
Il exprime le fait que ce sont des qualités qui sont aimées dans une personne, et non la personne elle-même. 
Dans son extension de sens à la Renaissance, il s'agit d'un amour par l'esprit, un amour dans les idées. Les relations à distance sont bien souvent constituées d'amour platonique à des degrés divers. Généralement, il est associé à une sorte de rêve, de fantasme, dans lesquels l'envie d'être avec la personne aimée provoque un sentiment de tristesse. Il ne faut cependant pas le confondre avec l'amour courtois du Moyen Âge.[réf. nécessaire]
Platon accordait pour sa part une place naturelle aux relations charnelles. Dans le Banquet, à travers le personnage d'une prêtresse, Diotime, Platon explique ainsi que la sexualité est nécessaire pour avancer sur le chemin menant à la vérité. C'est peut-être sa description du refus par Socrate de relations charnelles avec Alcibiade, relaté dans ce même Banquet, qui a accrédité par la suite la confusion entre amour platonique et vision non-charnelle de l'amour.
On peut penser aussi qu'une mauvaise lecture de l'ouvrage a prêté à Platon une théorie qui n'est pas la sienne, mais celle de Pausanias, un invité du fameux banquet. Celui-ci, en effet, partant du constat qu'il existe deux cultes rendus à la déesse de l'Amour et de la beauté (Aphrodite), affirme qu'il y a deux sortes d'Amour. La première, symbolisée par le culte populaire, est l'Amour le plus vil, l'Amour du corps qui passe par la sexualité. La seconde, symbolisée par le culte aristocratique, est un Amour pur, noble, quasi céleste et dont l'objet est l'âme et non le corps. Ce dont Pausanias fait l'apologie, c'est l'Amour dit à tort « platonique » et auquel Platon s'oppose nettement dans Le Banquet. En effet, Pausanias commet une erreur : il s'appuie sur des faits sociaux, des cultes religieux parfaitement contingents et pense en déduire l'essence de l'Amour. Pour Platon un tel raisonnement n'est pas possible.[réf. nécessaire]
Il faut d'ailleurs éviter l'amalgame simple et facile, selon lequel amour platonique concorde avec philosophie platonicienne. L'amour platonique est un dérivé apparu bien après, plus par chasteté et peur de la punition divine que par amour philosophique développé par Platon.
Platon, dans le Banquet, décrit les différents degrés de l'amour, théorie poursuivie et finalisée dans le Phèdre.
Théorie du Beau chez Platon :
1. Le premier degré consiste en une attraction charnelle où les plaisirs de la chair l'emportent, première étape sur le chemin de l'amour des idées. Il s'agit déjà d'un amour de la perfection : celle des formes ;
2. La deuxième phase recherche quelque chose de plus : la personne est appréciée pour son esprit, complément de son corps, deuxième étape de l'ascension de l'âme ;
3. Enfin, on en arrive au détachement complet du sensible pour atteindre une recherche intégrale des idées intelligibles : c'est l'amour des idées.

Cette théorie est liée à sa vision de l'éducation proposée dans Les Lois, où l'art est utilisé pour faire accéder les âmes au monde intelligible et les éduquer au sein de la cité. Les arts sensibles, ceux des simulacres, viennent en premier ; puis arrive l'art qui privilégie les idées du courage et de la valeur militaire ; et enfin vient l'art qui permet d'aller vers la philosophie auquel très peu parviennent.
Mais elle est en corrélation aussi avec le mythe de l'attelage ailé dans le Phèdre.

## Interprétation philosophique
- Si vous ne connaissez pas le sujet, laissez ce bandeau (vous pouvez alors contacter les auteurs).
- Si vous supprimez le contenu mis en cause (vous pouvez préalablement contacter les auteurs),

argumentez précisément cette suppression dans la page de discussion
(un manque de référence n'est pas un argument ; une recherche réelle de référence doit avoir été effectuée, être formellement documentée).
Le concept d'amour platonique désigne dans le langage courant, un amour privé d'accomplissement charnel. Cette interprétation de la pensée de Platon est inexacte. La fin de l'amour, enseigne le Banquet, c'est « la génération dans la beauté » : celui qui est transporté d’amour aspire à se survivre dans sa postérité et veut obtenir par la génération un équivalent de l'immortalité. Mais surtout elle est caricaturalement réductrice. Le Banquet est le récit d'une discussion sur l'amour entre les convives d'un banquet. Le discours de Socrate en constitue l'apport philosophique essentiel. 
L'amour, montre Socrate, est essentiellement désir. Or on ne désire qu'une chose qu'on n’a pas. L'amour est donc la soif d'un bien dont nous sommes privés et dont la privation nous fait souffrir. Que désire-t-on ? Ce qui est bon et beau. On voit par là que l'amour est suscité par la valeur de son objet. L'émerveillement éveillé par la grâce d'un visage ou la perfection d'un corps, l'admiration pour des qualités intellectuelles ou morales hors du commun sont des expressions de l'amour.
Pourquoi désirons-nous les choses belles et bonnes interroge Socrate ? Pour être heureux répond le Banquet car « la possession des choses bonnes nous rend heureux ». L'amour est donc fondamentalement égoïste : un être qui serait tout à la fois physiquement disgracié, mentalement handicapé, méchant, bref sans valeur, ne peut être aimé d'amour puisqu'il ne nous apporte aucune joie. Bien que la définition de l'amour autorise une application très générale (certains sont amoureux des affaires, d'autres de la gymnastique ou de la science remarque Socrate), l'usage en a circonscrit le sens à l'amour sexuel : c'est de lui que traite le Banquet. Le thème majeur en est le récit que donne Socrate de son initiation, au temps de sa jeunesse, à la philosophie de l'amour, par Diotime, prêtresse de Mantinée.
Celle-ci veut révéler à Socrate que la visée de l'amour dépasse infiniment l'objet sur lequel il s'est provisoirement arrêté. Mais l'amant l'ignore et croit naïvement être épris d'un être singulier. Diotime va aider Socrate à dissiper cette illusion et à prendre conscience de son vouloir profond. Elle remplit en quelque sorte à l'égard de Socrate le rôle d'un psychanalyste : elle l'aide à dégager la signification, d'abord inconsciente, de son vécu. Toutefois, contrairement à la psychanalyse, le sens dégagé ne renvoie pas à des événements accidentels de l'histoire individuelle, mais à la vocation essentielle de la personne.
Une révélation de cette envergure ne peut se faire que progressivement ; elle comporte des étapes ordonnées. C'est dans cette perspective qu'il faut comprendre la progression initiatique du Banquet. À l'amoureux d'un beau corps, le guide montrera qu'il y a de la beauté donnée ailleurs, tout aussi digne de son amour que l'exemplaire singulier qui l'a séduit. Lorsqu'il sera convaincu que son amour s'adresse à la beauté physique en général, on lui montrera alors, en dehors d'elle, des beautés spirituelles, plus fascinantes encore, beauté des occupations et des styles de vie. Puis, le guide prolongera l'ouverture de sa perspective, en lui dévoilant à côté de la beauté des conduites la beauté des sciences. D'élargissement en élargissement, le candidat à l'initiation finit par contempler « l'océan du beau » au regard duquel son amour initial apparaît dérisoirement limité. Il est alors mûr pour la révélation intuitive du terme de l'initiation : le Beau absolu, source de toutes les beautés particulières et moteur de toutes les amours. Elle était potentiellement présente dans les amours ordinaires qui visent inconsciemment l’absolu, mais dont l’élan avorté ne parvient pas à son terme.
L'influence de la méditation platonicienne sur l'amour a été considérable. Elle a inspiré, dans l'Antiquité, la conception aristotélicienne du premier moteur, « qui meut comme objet du désir », puis, à travers Plotin, le néoplatonisme. Elle est la source d’une grande tradition mystique, perpétuée de siècle en siècle, depuis certains pères de l'Église (saint Augustin interpréta l'amour platonicien comme étant l'amour de Dieu) jusqu'au théâtre de Claudel, pour laquelle l'amour de la créature est la voie vers l’adoration du Créateur. Car, selon la formule de Malebranche, l’amour a en lui « du mouvement pour aller plus loin ».

### Littérature
- (de) Stefan Zweig, L'amour d'Erika Ewald, 1904 (lire en ligne)

### Philosophie
- H.C. Desroches, Paul Claudel poète de l'amour, Cerf, 1949.
- Anders Nygren, Éros et agapè, Aubier Montaigne, 1962.
- Léon Robin, La théorie platonicienne de l'amour, Alcan, 1933.
- (en-US) Todd Reeser, Setting Plato Straight: Translating Ancient Sexuality in the Renaissance, Chicago, 2015.
- Platon, Le Banquet, traduction Robin, Les Belles Lettres, 1973.